# アダム・ウェインライト
アダム・パリッシュ・ウェインライト（Adam Parrish Wainwright, 1981年8月30日 - ）は、アメリカ合衆国ジョージア州グリン郡ブランズウィック出身の元プロ野球選手（投手）。右投右打。愛称は"ウェイノー"（"Waino"）。

## 経歴

### プロ入り前
幼少期に両親が離婚し、7歳上の兄トレイとともに母親の手で育てられる。アトランタ・ブレーブスのファンで、本人曰く「あの頃はテレビと言えば『爆発!デューク』かTBSのブレーブス戦中継か、という感じ」。高校で投手をしていた兄の練習につきあい捕手役を務めることもあったが、後にウェインライト自身もブレーブスの試合中継を観ているうちに投手への興味を持つようになる。地元のグリン・アカデミーでは野球のほか、アメリカンフットボールやサッカーもプレー。フットボールでは、ワイドレシーバーやキッカーとして出場し、同校記録となる48ヤードのフィールドゴールを決めたこともある。一方の野球では2000年に、投手として6勝3敗、防御率0.89、打者として打率.515という成績を残した。

### プロ入りとブレーブス傘下時代
2000年のMLBドラフトでブレーブスから1巡目（全体29位）で投手として指名される。全体19位指名権を持つピッツバーグ・パイレーツも外野手としてウェインライトを指名することを検討していたが、結局回避して代わりに左腕投手のショーン・バーネットを選んだ。代理人事務所でインターンシップとして勤務した経験を持つ兄トレイがブレーブスとの入団交渉に臨んだが、ウェインライトがブレーブスのファンだったこともあって契約はまとまった。同年のうちにマイナーリーグベースボール最下層のルーキー級でプロ初登板を果たし、この年は13試合（先発11試合）の登板で6勝2敗、防御率2.35を記録する。
2001年以降、先発投手として育成される。同年はA級メイコン・ブレーブスでプレーし、28試合に先発登板して10勝10敗、防御率3.77、奪三振率10.1を記録した。
2002年はA+級マートルビーチ・ペリカンズでプレーし、28試合に先発登板して9勝6敗、防御率3.31という成績を残し、7月にはマイナーリーグのオールスター "フューチャーズゲーム" に選出される。シーズン開幕から4カ月は8勝3敗、防御率2.24だったのに対し最後の2カ月は1勝3敗、防御率6.32と成績が落ち込み、シーズンを通しての体力には課題を残したものの、90-93mph（約144.8-149.7km/h）の速球と鋭く曲がるカーブ、それにストライクを稼げるチェンジアップを組み合わせた投球は高い評価を受けた。
2003年はAA級グリーンビル・ブレーブスで27試合に先発登板し、10勝8敗、防御率3.37だった。

### カージナルス時代
2003年オフに恋人のジェニーと結婚することを決意し、彼女の実家へ挨拶しに行く。しかしそこでウェインライトの母から電話がかかってきた。母は泣きながら、彼がトレードでブレーブスから放出されたことを告げた。12月13日、ブレーブスとセントルイス・カージナルスとの間でトレードが成立し、カージナルスからはJ.D.ドリューとイーライ・マレーロがブレーブスへ、ブレーブスからはジェイソン・マーキーとレイ・キング、そしてウェインライトの計3選手がカージナルスへ移籍することになった。ブレーブスはFAで他球団へ移籍するゲイリー・シェフィールドの穴埋めとしてドリューを狙っており、当時のGMであるジョン・シャーホルツは「アダムはうちの投手では1番の有望株だから難しい判断を迫られたが、こうするしかなかった」とウェインライトを惜しんだ。一方のカージナルスは、ウェインライトが交換相手に含まれない限りは交渉を成立させる気がなく、同球団GMのウォルト・ジョケッティは「彼（ウェインライト）はこの交渉の鍵を握る存在だった」と振り返る。こうして、ウェインライトはジェニーと結婚することはできたが、子供の頃からファンだったブレーブスを離れることになった。
2004年は傘下のAAA級メンフィス・レッドバーズで過ごすが、右肘を痛めたため6月上旬でシーズン終了。12試合の先発登板に留まり、4勝4敗、防御率5.37、WHIP1.51とプロ入り後最低の成績に終わった。オフにはアリゾナ・フォールリーグに派遣された。
2005年はAAA級メンフィスで先発ローテーションを1年間守りきり、パシフィックコーストリーグ最多の182イニングを消化。マイナーリーグのレギュラーシーズンが閉幕した9月上旬にメジャー昇格となり、11日のニューヨーク・メッツ戦で初登板を果たす。この試合の9回表に3番手として登場したものの、先頭打者の松井稼頭央に中前打を許すと、二死二・三塁からビクター・ディアスに3点本塁打を浴び、1回3失点というほろ苦いデビュー戦となった。
2006年のスプリングトレーニングでシドニー・ポンソンらと先発ローテーション5番手の座を争う。結果はポンソンがローテーション入りとなるが、その後のオープン戦でウェインライトはリリーフとして好投、開幕ロースター入りを勝ち取った。4月3日のシーズン開幕戦で8点リードの8回裏に登板し1イニングを無失点に抑えると、そのままメジャーに定着し、前半戦終了時点で33試合、44.2イニングを投げて9ホールド、防御率2.82という成績を残す。5月24日には初打席初本塁打も記録している。シーズン終盤の9月には、それまで抑え投手を務めていたジェイソン・イズリングハウゼンが左臀部故障のために戦線離脱し、代役として抑えを務め、レギュラーシーズン終了までに2セーブを記録した。イズリングハウゼンからは「一歩下がって、気持ちを落ち着かせるように」とアドバイスをもらったという。
カージナルスは83勝78敗でナショナルリーグ中地区優勝を果たした。ウェインライトは引き続き抑え投手としてポストシーズンに突入する。まずサンディエゴ・パドレスとの地区シリーズはカージナルスが3勝1敗で勝利。ウェインライトは勝った3試合全てで最後を締めた。続くメッツとのリーグ優勝決定戦は、両チームとも譲らず3勝3敗となり、勝負の行方は最終第7戦へもつれ込む。この試合、1-1の同点で迎えた9回表にヤディアー・モリーナが2点本塁打を放ちカージナルスが勝ち越し。そして9回裏にウェインライトが登場するが、この日は変化球の制球に苦しみ、二死満塁と一打逆転サヨナラ負けのピンチを招いて、打席にこのシリーズ3本塁打のカルロス・ベルトランを迎える。だがここでウェインライトは初球から2球続けて変化球でストライクを取ると、最後は外角に落ちるカーブで見逃し三振に仕留め、カージナルスに2年ぶりのリーグ優勝をもたらした。
かつてブレーブスの一員としてワールドシリーズ出場を夢見ていたウェインライトだったが、ブレーブスではなくカージナルスの一員としてシリーズ進出を果たすことになった。デトロイト・タイガースとのワールドシリーズでも、ウェインライトは3試合、3イニングで被安打2の無失点とほぼ完璧な投球。カージナルスが3勝1敗とシリーズ制覇に王手をかけて臨んだ第5戦では、2点リードの9回表に登板して二死一・三塁のピンチを迎えるが、最後はブランドン・インジから空振り三振を奪い24年ぶり10回目のワールドシリーズ優勝を果たした。
2007年は前年に190イニング以上投げたジェイソン・マーキーとジェフ・スーパンに、ワールドシリーズの第2戦と第5戦に先発登板したジェフ・ウィーバー、合わせて3人の先発投手がFAとなり他球団へ移籍し、イズリングハウゼンが復帰する見込みだったこともあり、救援から先発へ配置転換された。クリス・カーペンターやマーク・マルダーも故障でほとんど投げることができないなど先発投手陣が手薄な中で、ウェインライトは先発転向1年目からシーズンを通してローテーションを守り、投球回数・勝利数・防御率・奪三振数のいずれもチームトップという成績を残した。
2008年3月に4年総額1500万ドル（5年目と6年目は球団オプション）で契約を延長する。この年は6月上旬に右手中指を痛め故障者リスト入りとなり、2か月半にわたって欠場することになるが、2年連続の2桁勝利を記録するとともに防御率も0.50改善させた。
2009年は自身初めて開幕投手を務めた。4月16日から8月30日にかけて26試合連続で6イニング以上を投げ、6月26日から8月30日にかけて13試合連続で2自責点以下を記録。球団史上の過去55年間の先発投手でジョン・テューダーの15試合に次ぐ記録となった。リーグ最多タイとなる先発34試合、19勝、233イニングを記録。サイ・ヤング賞の投票では1位票が最も多かったが、ティム・リンスカム、カーペンターに次ぐ3位に終わった。選手間投票で選出されるプレイヤーズ・チョイス・アワードの最優秀投手や、ゴールドグラブ賞に選出された。
2010年はさらに好調で、自身初となる20勝を皮切りに213奪三振、防御率2.42、BB/9が2.2、K/9が8.3、K/BB3.80が全てキャリアハイとなった。サイ・ヤング賞の投票ではロイ・ハラデーが好成績を残したため2位となった。
2011年2月、肘の側副じん帯が断裂していることが発覚。トミー・ジョン手術を受け、シーズン絶望となった。10月には肘から遊離物を除去する手術を受けている。
2012年はトミー・ジョン手術から復帰。開幕からの7登板の防御率は6.16と不振に陥る。「あれほどマウンドで途方に暮れたことは人生初めて」と言うほどだったが、その後は3.42と持ち直した。手術明けながらシーズンを通してローテーションを守り200イニング近くを投げた。
2013年3月28日にカージナルスの投手としては過去最高額となる、総額9750万ドルの5年契約に合意した。7月には3年ぶりにオールスターゲームに選出された。この年はリーグ最多の34試合に先発登板し、4年ぶりの最多勝となる19勝（9敗）、防御率は2.94だった。投球回数241.2イニング、5試合の完投、2試合の完封はリーグ1位を記録した。オフには3年ぶりにゴールドグラブ賞を受賞した。
2014年は前半戦で12勝4敗、防御率1.83を記録し、オールスターゲームに2年連続で選出された。最終的にはキャリア2度目の20勝を記録した。
2015年4月25日、5回表の打席で一塁への飛球を打って走り始めたときに左足を痛めて途中交代した。診断の結果、左アキレス腱断裂とわかり、シーズン中の復帰が絶望視され60日間の故障者リスト入りしていたが、9月30日に復帰し、同日のピッツバーグ・パイレーツ戦の第1試合8回裏から登板し、1イニングを投げた他、10月2日と4日のブレーブス戦においても中継ぎとして1イニングずつ起用された。ポストシーズンでは3試合に登板し、5.1イニングを1失点という内容だった。
2016年はキャリア2度目の長期離脱を乗り越え先発ローテーション入りし33試合に先発登板。しかしいずれもリーグワーストの220被安打、102自責点を喫し、防御率4.62、13勝9敗に終わった。打撃は好調を維持し、打率.210、2本塁打を含む7長打を記録し、1973年の指名打者制導入以降の投手として最多となる18打点を記録した。なお、マディソン・バンガーナーがオールスターのホームランダービーについて「投手だけの選出があれば」と願ったことに関し、ジェイク・アリエータと共に「参戦の用意がある」とコメントしている。
2017年は投打ともに好調なシーズンを送っていたが、右肘の故障の影響もあり成績は悪化、7月25日に故障者リスト入り。8月上旬に復帰するもすぐに故障者リストに戻り、PRP療法を受けた。9月中旬に復帰した。最終成績は12勝5敗、防御率は5.11だった。打撃では打率.262、2本塁打、11打点、OPS.731を記録し、初のシルバースラッガー賞を受賞。
2018年は様々な箇所の故障に苦しみ、8試合の先発登板に留まった。オフの10月29日にFAとなったが、翌30日に球団と1年総額200万ドルの契約延長を結んだ。基本年俸は抑えられているが、多くの出来高が設定されている。
2019年は14勝を記録するなど復活した。オフの10月31日に再びFAとなったが、11月12日に1年の再契約を結んだ。
2020年オフの10月28日にFAとなった。
2021年1月29日にカージナルスと1年総額800万ドルで再契約した。オプションとして全球団へのトレード拒否権と、最大77万5000ドルの出来高が含まれる。9月2日に8月のピッチャー・オブ・ザ・マンスを受賞した。3日のブルワーズ戦でヤディアー・モリーナとのバッテリーで先発登板し、14勝目を記録。これが同バッテリーの通算300試合目の先発登板であり、史上4例目となった。
2022年オフにFAとなったが、カージナルスと再契約を結んだ。同時に2023年シーズン限りでの現役引退を表明した。
2023年はシーズン開幕前の2月10日に第5回ワールド・ベースボール・クラシック（WBC）のアメリカ合衆国代表に選出された。

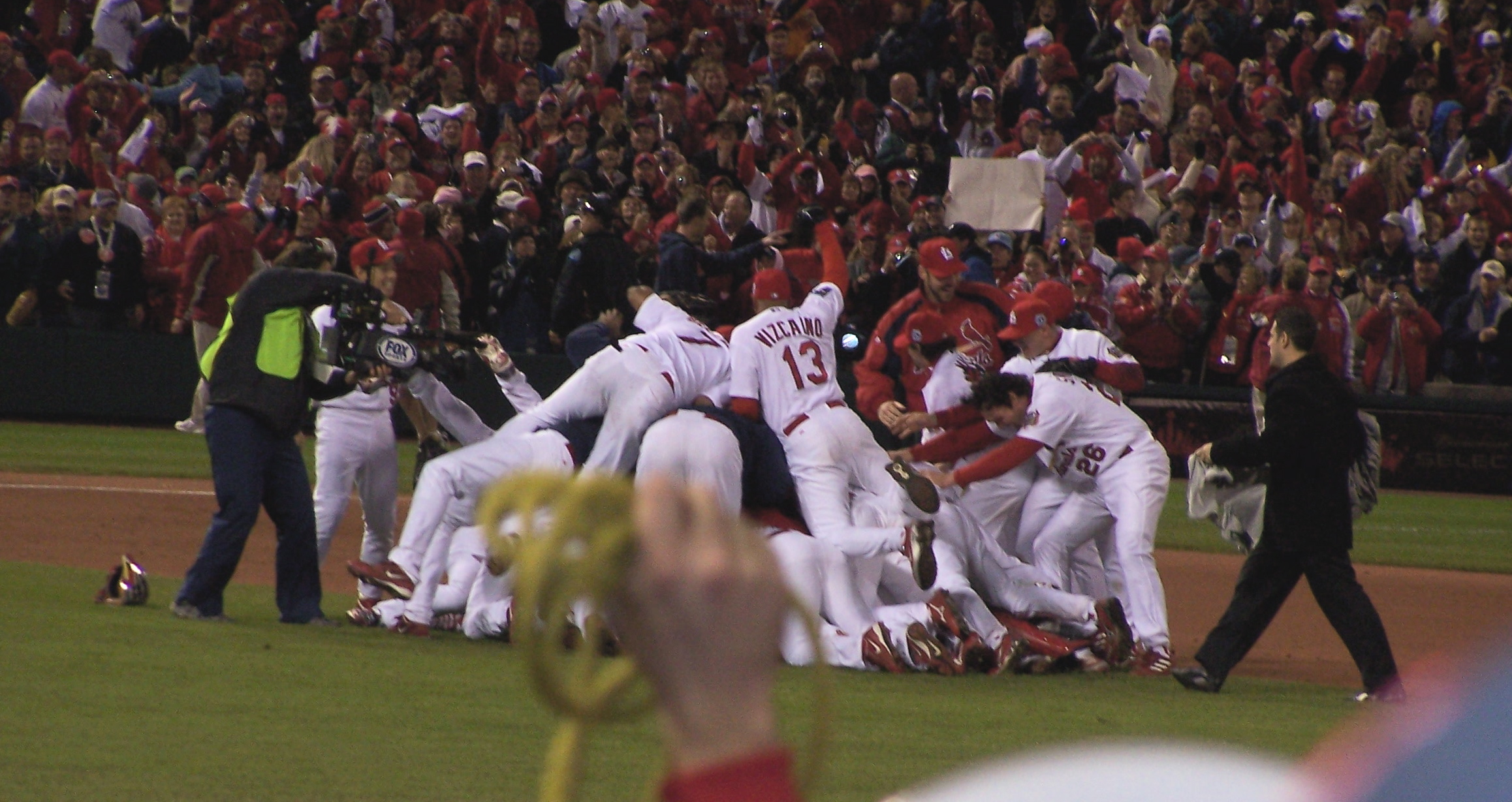
ワールドシリーズ優勝を決め、喜ぶカージナルスの選手たち

シーズンでは開幕戦で試合前の国歌独唱を務め、6月24日から25日に開催されたカブスとのロンドンでの公式戦「ロンドンシリーズ」に帯同。初戦の24日の試合で先発投手を務めた。この際にマイク・トークマンに投じた第1球はアメリカ合衆国野球殿堂博物館に寄贈された。シーズンを通しては規定投球回に達することができず防御率も7点台と往年の投球は影を潜めた。しかし9月18日の登板で7回無失点投球で勝利し、MLB通算200勝を達成。これを最後に残り試合を登板しないと明かした。9月29日の試合で代打として記念出場し、結果は二ゴロ。10月1日のシーズン最終戦でも長年ウェインライトとバッテリーを組みこの日観戦に訪れていたモリーナと本拠地のファンの後押しもあり再び代打出場して空振り三振に倒れたのが現役最後のプレーとなった。引退後は歌手を目指すという。

## 選手としての特徴
| 球種           | 割合 | 平均球速 | 平均球速 | 最高球速 | 最高球速 |
| 球種           | %    | mph      | km/h     | mph      | km/h     |
| -------------- | ---- | -------- | -------- | -------- | -------- |
| カーブ         | 31.8 | 72.9     | 117.3    | 92.8     | 149.3    |
| シンカー       | 27.7 | 88.6     | 142.6    | 92.8     | 149.3    |
| カッター       | 25.1 | 84.3     | 135.7    | 92.8     | 149.3    |
| フォーシーム   | 9.3  | 88.0     | 141.6    | 92.8     | 149.3    |
| チェンジアップ | 6.1  | 82.2     | 132.3    | 92.8     | 149.3    |

最速95.9mph（約154km/h）・平均90.6mph（約146km/h）のシンカー、平均86.8mph（約140km/h）のカットボール、平均74.2mph（約119km/h）のカーブの3球種を中心に使用し、その他に平均90.7mph（約146km/h）のフォーシーム、平均82.9mph（約133km/h）のチェンジアップを投げ分ける。2009年以前は縦スライダーを使用していたが、2010年以降はスライダーとカットボールに切り替えている。
またファストボールは、2008年以前はフォーシームを中心に使用していたが、2009年と2010年はシンカー、2012年以降はシンカーとカットボールの2つを中心に使用している。
制球力が高く、球種が豊富なため、三振を取るピッチングと打たせて取るピッチングを両立している。
また、初打席の初球を本塁打にしたり、代打で起用されることもある。そのため、シルバースラッガー賞を受賞した年には2万5000ドルのボーナスが出るオプション契約が付帯している。

## 詳細情報

### 年度別投手成績
| 年 度     | 球 団     | 登 板 | 先 発 | 完 投 | 完 封 | 無 四 球 | 勝 利 | 敗 戦 | セ 丨 ブ | ホ 丨 ル ド | 勝 率 | 打 者 | 投 球 回 | 被 安 打 | 被 本 塁 打 | 与 四 球 | 敬 遠 | 与 死 球 | 奪 三 振 | 暴 投 | ボ 丨 ク | 失 点 | 自 責 点 | 防 御 率 | W H I P |
| --------- | --------- | ----- | ----- | ----- | ----- | -------- | ----- | ----- | -------- | ----------- | ----- | ----- | -------- | -------- | ----------- | -------- | ----- | -------- | -------- | ----- | -------- | ----- | -------- | -------- | ------- |
| 2005      | STL       | 2     | 0     | 0     | 0     | 0        | 0     | 0     | 0        | 0           | ----  | 9     | 2.0      | 2        | 1           | 1        | 0     | 0        | 0        | 0     | 0        | 3     | 3        | 13.50    | 1.50    |
| 2006      | STL       | 61    | 0     | 0     | 0     | 0        | 2     | 1     | 3        | 17          | .667  | 309   | 75.0     | 64       | 6           | 22       | 2     | 4        | 72       | 3     | 0        | 26    | 26       | 3.12     | 1.15    |
| 2007      | STL       | 32    | 32    | 1     | 0     | 0        | 14    | 12    | 0        | 0           | .538  | 882   | 202.0    | 212      | 13          | 70       | 4     | 9        | 136      | 6     | 0        | 93    | 83       | 3.70     | 1.40    |
| 2008      | STL       | 20    | 20    | 1     | 0     | 0        | 11    | 3     | 0        | 0           | .786  | 544   | 132.0    | 122      | 12          | 34       | 1     | 3        | 91       | 3     | 0        | 51    | 47       | 3.20     | 1.18    |
| 2009      | STL       | 34    | 34    | 1     | 0     | 0        | 19    | 8     | 0        | 0           | .704  | 970   | 233.0    | 216      | 17          | 66       | 1     | 3        | 212      | 7     | 0        | 75    | 68       | 2.63     | 1.21    |
| 2010      | STL       | 33    | 33    | 5     | 2     | 1        | 20    | 11    | 0        | 0           | .645  | 910   | 230.1    | 186      | 15          | 56       | 2     | 4        | 213      | 2     | 0        | 68    | 62       | 2.42     | 1.05    |
| 2012      | STL       | 32    | 32    | 3     | 2     | 1        | 14    | 13    | 0        | 0           | .519  | 831   | 198.2    | 196      | 15          | 52       | 3     | 6        | 184      | 5     | 2        | 96    | 87       | 3.94     | 1.25    |
| 2013      | STL       | 34    | 34    | 5     | 2     | 3        | 19    | 9     | 0        | 0           | .679  | 956   | 241.2    | 223      | 15          | 35       | 2     | 6        | 219      | 5     | 0        | 83    | 79       | 2.94     | 1.07    |
| 2014      | STL       | 32    | 32    | 5     | 3     | 1        | 20    | 9     | 0        | 0           | .690  | 898   | 227.0    | 184      | 10          | 50       | 5     | 7        | 179      | 4     | 1        | 64    | 60       | 2.38     | 1.03    |
| 2015      | STL       | 7     | 4     | 0     | 0     | 0        | 2     | 1     | 0        | 0           | .667  | 111   | 28.0     | 25       | 0           | 4        | 0     | 0        | 20       | 0     | 0        | 7     | 5        | 1.61     | 1.04    |
| 2016      | STL       | 33    | 33    | 1     | 1     | 0        | 13    | 9     | 0        | 0           | .591  | 847   | 198.2    | 220      | 22          | 59       | 4     | 5        | 161      | 1     | 0        | 108   | 102      | 4.62     | 1.40    |
| 2017      | STL       | 24    | 23    | 0     | 0     | 0        | 12    | 5     | 0        | 0           | .706  | 546   | 123.1    | 140      | 14          | 45       | 4     | 5        | 96       | 2     | 0        | 73    | 70       | 5.11     | 1.50    |
| 2018      | STL       | 8     | 8     | 0     | 0     | 0        | 2     | 4     | 0        | 0           | .333  | 181   | 40.1     | 41       | 5           | 18       | 1     | 2        | 40       | 1     | 0        | 21    | 20       | 4.46     | 1.46    |
| 2019      | STL       | 31    | 31    | 0     | 0     | 0        | 14    | 10    | 0        | 0           | .583  | 745   | 171.2    | 181      | 22          | 64       | 7     | 8        | 153      | 2     | 0        | 83    | 80       | 4.19     | 1.43    |
| 2020      | STL       | 10    | 10    | 2     | 0     | 0        | 5     | 3     | 0        | 0           | .625  | 262   | 65.2     | 54       | 9           | 15       | 0     | 2        | 54       | 0     | 0        | 25    | 23       | 3.15     | 1.05    |
| 2021      | STL       | 32    | 32    | 3     | 1     | 2        | 17    | 7     | 0        | 0           | .708  | 828   | 206.1    | 168      | 21          | 50       | 3     | 9        | 174      | 4     | 1        | 72    | 70       | 3.05     | 1.06    |
| 2022      | STL       | 32    | 32    | 1     | 0     | 1        | 11    | 12    | 0        | 0           | .478  | 803   | 191.2    | 192      | 16          | 54       | 1     | 7        | 143      | 5     | 0        | 80    | 79       | 3.71     | 1.28    |
| 2023      | STL       | 21    | 21    | 0     | 0     | 0        | 5     | 11    | 0        | 0           | .313  | 484   | 101.0    | 151      | 20          | 41       | 0     | 1        | 55       | 1     | 0        | 89    | 83       | 7.40     | 1.90    |
| MLB：18年 | MLB：18年 | 478   | 411   | 28    | 11    | 9        | 200   | 128   | 3        | 17          | .610  | 11116 | 2668.1   | 2577     | 233         | 736      | 40    | 81       | 2202     | 51    | 4        | 1117  | 1047     | 3.53     | 1.24    |

- 2023年度シーズン終了時
- 各年度の太字はリーグ最高

### WBCでの投手成績
| 年 度 | 代 表          | 登 板 | 先 発 | 勝 利 | 敗 戦 | セ ｜ ブ | 打 者 | 投 球 回 | 被 安 打 | 被 本 塁 打 | 与 四 球 | 敬 遠 | 奪 三 振 | 暴 投 | ボ ｜ ク | 失 点 | 自 責 点 | 防 御 率 |
| ----- | -------------- | ----- | ----- | ----- | ----- | -------- | ----- | -------- | -------- | ----------- | -------- | ----- | -------- | ----- | -------- | ----- | -------- | -------- |
| 2023  | アメリカ合衆国 | 2     | 2     | 2     | 0     | 0        | 36    | 8.0      | 10       | 1           | 2        | 0     | 5        | 0     | 0        | 2     | 2        | 2.25     |

### 年度別守備成績
| 年 度 | 球 団 | 投手（P） | 投手（P） | 投手（P） | 投手（P） | 投手（P） | 投手（P） |
| 年 度 | 球 団 | 試 合     | 刺 殺     | 補 殺     | 失 策     | 併 殺     | 守 備 率  |
| ----- | ----- | --------- | --------- | --------- | --------- | --------- | --------- |
| 2005  | STL   | 2         | 0         | 0         | 0         | 0         | ----      |
| 2006  | STL   | 61        | 3         | 7         | 1         | 0         | .909      |
| 2007  | STL   | 32        | 13        | 28        | 2         | 4         | .953      |
| 2008  | STL   | 20        | 7         | 20        | 1         | 1         | .964      |
| 2009  | STL   | 34        | 27        | 29        | 0         | 0         | 1.000     |
| 2010  | STL   | 33        | 21        | 36        | 1         | 5         | .983      |
| 2012  | STL   | 32        | 15        | 19        | 1         | 2         | .971      |
| 2013  | STL   | 34        | 25        | 36        | 0         | 6         | 1.000     |
| 2014  | STL   | 32        | 20        | 30        | 1         | 2         | .980      |
| 2015  | STL   | 7         | 4         | 3         | 0         | 0         | 1.000     |
| 2016  | STL   | 33        | 19        | 22        | 0         | 1         | 1.000     |
| 2017  | STL   | 24        | 19        | 18        | 0         | 4         | 1.000     |
| 2018  | STL   | 8         | 1         | 7         | 1         | 0         | .889      |
| 2019  | STL   | 31        | 15        | 17        | 0         | 1         | 1.000     |
| 2020  | STL   | 10        | 2         | 8         | 0         | 0         | 1.000     |
| 2021  | STL   | 32        | 19        | 16        | 2         | 2         | .946      |
| 2022  | STL   | 32        | 18        | 16        | 0         | 0         | 1.000     |
| 2023  | STL   | 21        | 8         | 11        | 0         | 1         | 1.000     |
| MLB   | MLB   | 478       | 236       | 323       | 10        | 29        | .982      |

- 2023年度シーズン終了時
- 各年度の太字はリーグ最高
- 各年度の太字年はゴールドグラブ賞受賞

### タイトル
- 最多勝利：2回（2009年、2013年）

### 表彰
- シルバースラッガー賞（投手部門）：1回（2017年）
- ゴールドグラブ賞（投手部門）：2回（2009年、2013年）
- プレイヤーズ・チョイス・アワーズ優秀投手：1回（2009年）
- ピッチャー・オブ・ザ・マンス：3回（2013年6月、2014年9月、2021年8月）
- プレイヤー・オブ・ザ・ウィーク：1回（2014年5月19日 - 25日）
- ダリル・カイル賞：1回（2008年）
- ロベルト・クレメンテ賞：1回（2020年）

### 記録
MiLB
- オールスター・フューチャーズゲーム選出：1回（2002年）

MLB
- MLBオールスターゲーム選出：3回（2010年、2013年、2014年）
- 2006年5月24日のサンフランシスコ・ジャイアンツ戦でウェインライトは、4回裏から3イニングを投げて勝利投手になっただけでなく、5回表のメジャー初打席ではノア・ロウリーから初球本塁打を放った[41]。メジャー初打席本塁打と勝利投手を1試合で同時に記録したのは、ホイト・ウィルヘルム（1952年）とジョン・モンテフュスコ（英語版）（1974年）に次いでウェインライトが史上3人目である[42]。また、初打席の初球を本塁打にしたのは、ウェインライトが史上22人目となる[43]。

### 背番号
- 60（2005年）
- 50（2006年 - 2010年、2012年 - 2023年）

### 代表歴
- 2023 ワールド・ベースボール・クラシック・アメリカ合衆国代表